# Sergio Botana

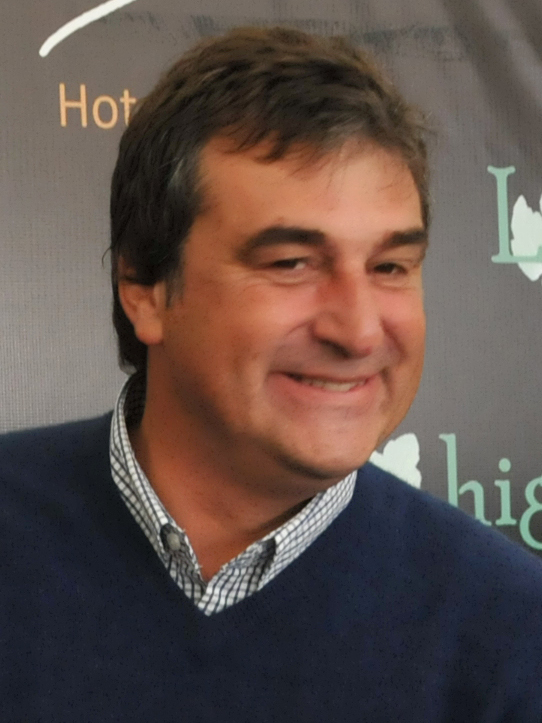
Sergio Botana

Luis Sergio Botana Arancet (* 8. November 1964) ist ein uruguayischer Volkswirt und Politiker.
Botana, Vater von drei Kindern namens Paula, Manuel und Nico, ist Mitglied der Partido Nacional und dort Vertreter des Flügels der Alianza Nacional. Er ist Dozent an der wirtschaftswissenschaftlichen Fakultät der Universidad de la República (UdelaR). Seit 2005 sitzt er als Abgeordneter für das Departamento Cerro Largo in der Cámara de Representantes. 2010 wurde er dabei für eine zweite Legislaturperiode wiedergewählt. Am 9. Mai 2010 gewann er zudem die Wahl zum Intendente Departamental des Departamentos, nachdem er bereits 1999 und 2004 als Kandidat für dieses Amt angetreten war.